# Cuiabá (folyó)
Cuiabá (portugálul: Rio Cuiabá) folyó Brazília délnyugati részén, Mato Grosso szövetségi államban, illetve a Mato Grosso do Sul szövetségi állammal való határon. Cuiabá város folyója.
A Paraguay folyó vízgyűjtő területéhez tartozik. Rosário Oeste városától keletre ered, s déli-délkeleti irányban megtett 480 km út után egyesül a São Lourenço folyóval. Ezt követően a vízfolyás Cuiabá néven kanyarog a Paraguay alföldjén, majd Corumbától északra ömlik bele a Paraguay folyóba. A Cuiabá folyó felső szakaszán aranykészletek ismertek.